# A Margit-sziget története

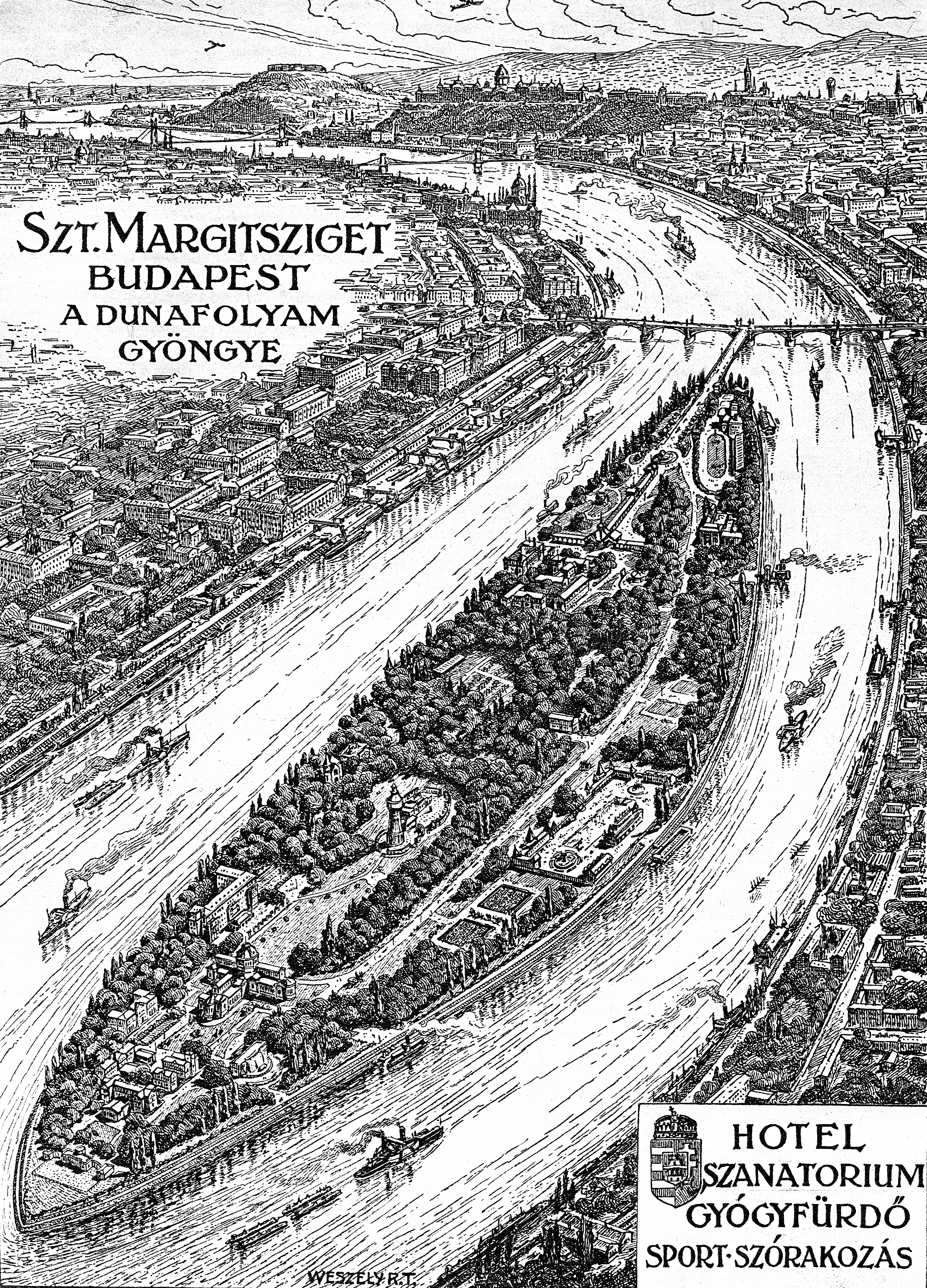
A Margit-sziget részletes térképe 1928-ból, amely a sziget sétányainak szerkezetét és intézményeinek elhelyezkedését emeli ki

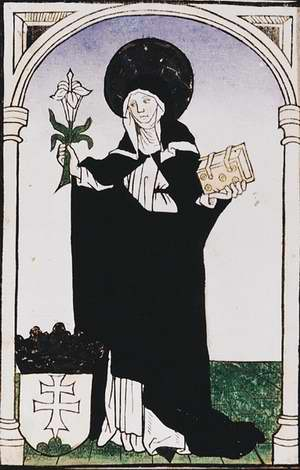
Árpád-házi Szent Margit, a sziget névadója

A Margit-sziget a Duna egyik szigete Budapest területén. Területe 96,5 hektár, hossza kb. 2 és fél kilométer, legnagyobb szélessége kb. 500 méter. A sziget teljes területe szabadidőpark, rajta szállodákkal, sportcentrummal, uszodával és stranddal valamint vendéglátóhelyekkel és egyéb látnivalókkal. Történelme igen gazdag, és már legalább a középkortól ismert.
A Margit-sziget eredetileg három szigetrészből állt, a fő szigetből, az ennek a déli csúcsánál elhelyezkedő Festő-szigetből (ismert még Budai- vagy Kis-szigetként is), és az északi csúcsnál lévő Fürdő-szigetből. A 20. század elejére a Festő-szigetet hozzákapcsolták a fő szigethez, a Fürdő-szigetet pedig elkotorták.

## Geológia
Budapest legfiatalabb felszínrészei közé tartozik, nyugati fele magasabb. A Duna ezen szakaszán több ágra szakadva már a földtörténeti jelenkor elején is számos zátonyszigetet épített, az összeolvadásukból jött létre a Margit-sziget. Mai formáját a 19. század közepén nyerte el. Ekkor a sziget északi részén lévő Fürdő-szigetet részben elkotorták, a déli oldalon lévő Festő- (más néven Budai- vagy Kis-) szigettel összekapcsolták, majd a partvonalakat kővel megerősítették. Ennek célja az volt, hogy megállítsák azt a természetes folyamatot, melynek során a Duna az északi oldalt folyamatosan koptatta, míg a déli oldalt folyamatosan építette, és a sziget két oldalán a Duna ágait is közel azonos szélességűre alakították ki. A Margit-szigetnek átlagosan 10 méter vastag, alul kavicsos, fölül inkább homokos-iszapos hordalékból felépült, jó víztározó képességű rétegsora van, aminek köszönhetően ma gazdag növényzet él rajta.

## Ókor
A korábban általános vélemény szerint a Margit-szigeten is lenniük kellett római építményeknek, hiszen valószínűtlennek tűnt, hogy a rómaiak ne foglalták volna el a szigetet. A 19. században több kutató úgy vélte, hogy a sziget északnyugati és keleti partjánál valamint a Fürdő-szigeten látott vastag falmaradványok római eredetűek. A 20. században végrehajtott ásatások azonban nem igazolták ezt a feltevést, mivel a szigeten nagyon kevés római kori követ találtak, és valószínűleg azok is máshonnan kerültek ide. Ugyanakkor lehetséges, hogy a sziget csúcsainál lehettek az átkelést segítő római kori hídfőépítmények, még ha a nyomaik el is tűntek.

## Középkor

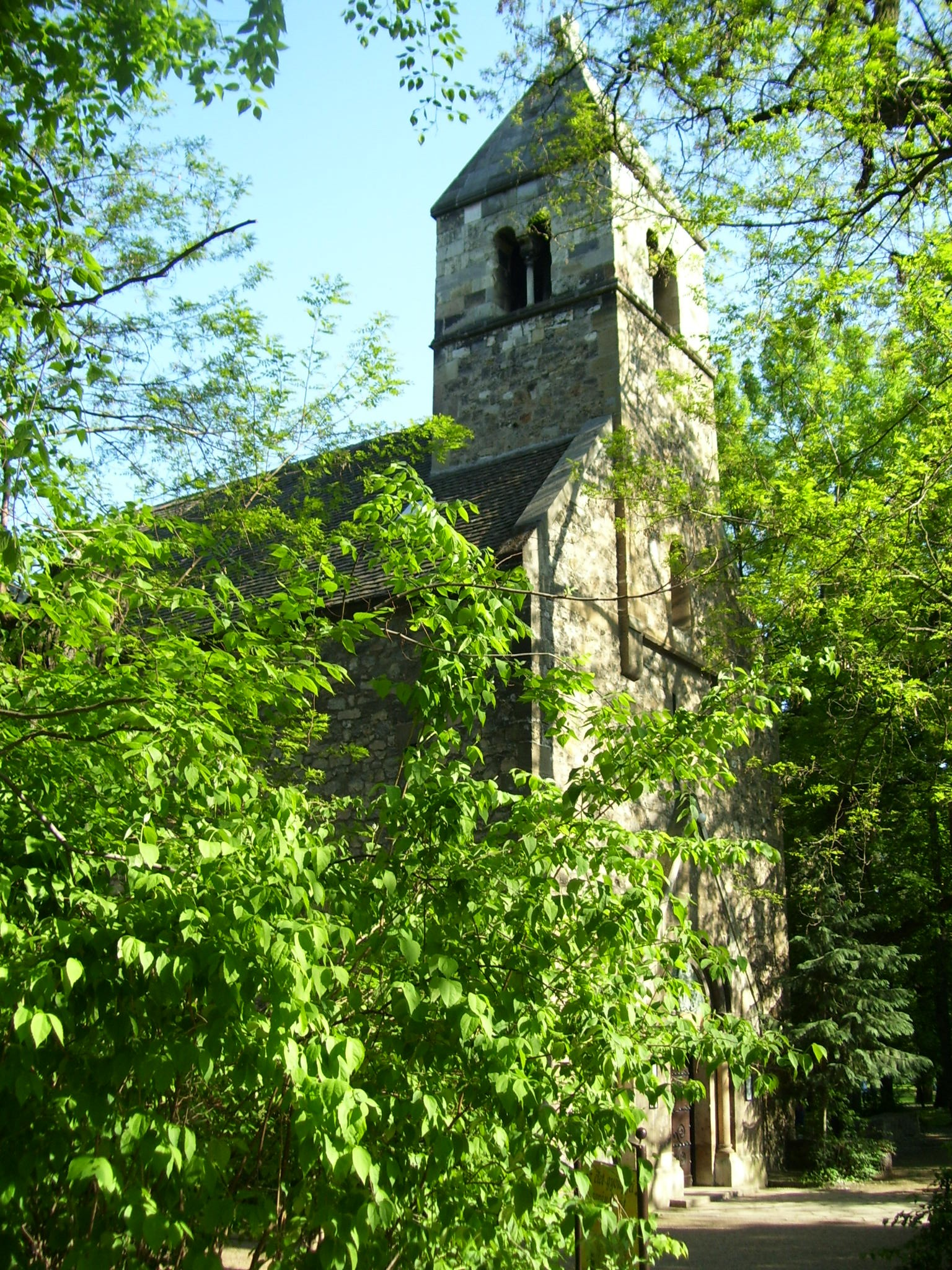
A 20. század elején újjáépített Szent Mihály-kápolna

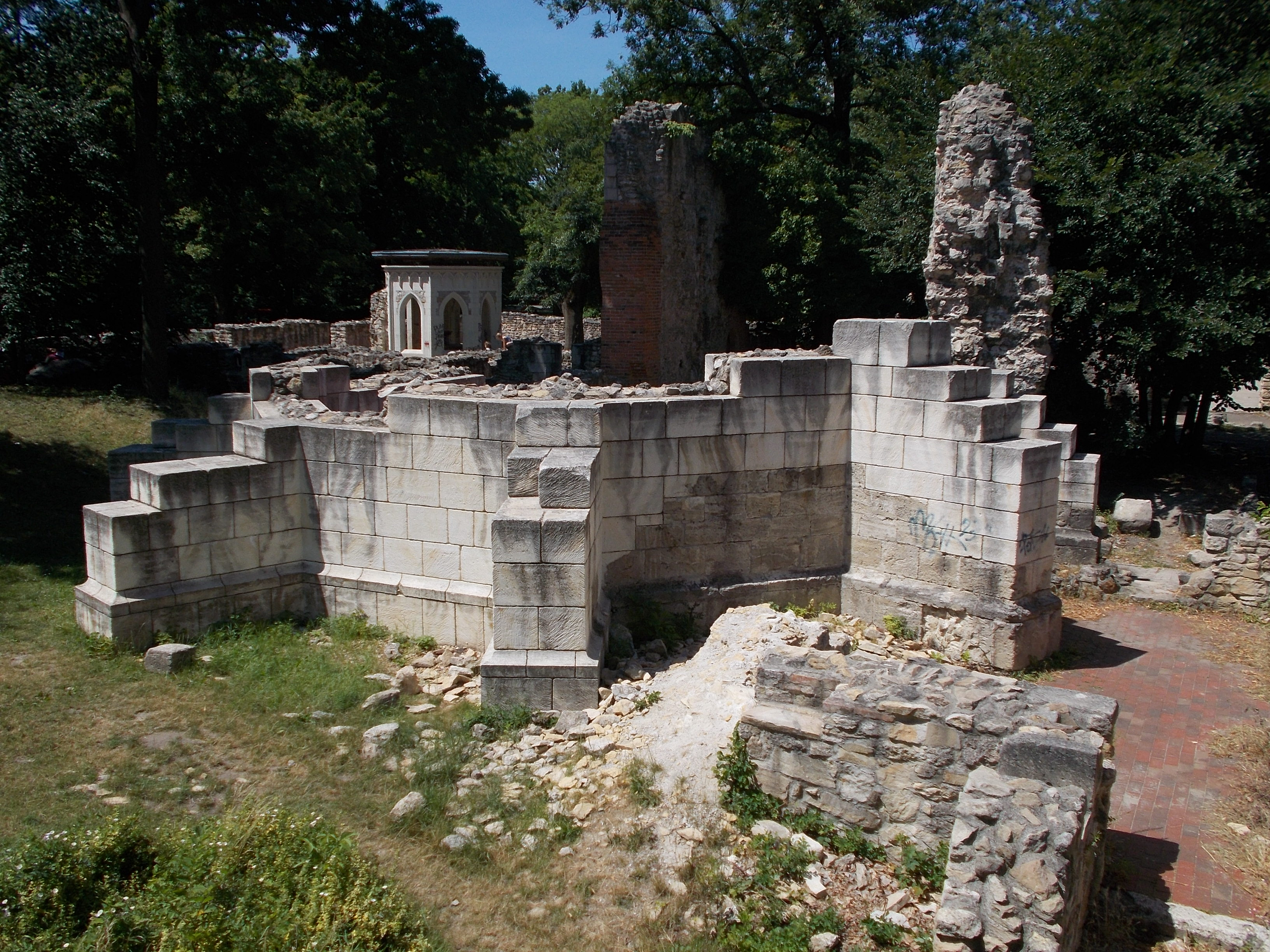
A domonkos kolostor főkápolnájának és kútházának újjáépített részei

A Margit-szigettel kapcsolatos írásos és régészeti adatok csupán a 12. század végétől ismertek, az első épületek előtt valószínűleg egy növényzettel sűrűn benőtt sziget lehetett. Első említése egy 1225-ben kelt oklevélből származik, amiben a király a Nyulak szigete egész területét a premontrei Szent Mihály-prépostságnak adja, ami nem sokkal azelőtt települt be a szigetre. Azonban tudni lehet, hogy már ez előtt is, 1196 és 1204 között Imre király többször is itt tartotta az udvarát. A sziget akkori, nyulakról való elnevezése is arra utalhat, hogy a sziget vadászterületként használt királyi birtok volt.
A 13. században a sziget várakkal, templomokkal, kolostorokkal és valószínűleg legalább egy faluval beépült népes hely volt, azonban a század végétől a sziget vesztett jelentőségéből, de papok és domonkos apácák egészen a török hódításig éltek a szigeten, és legkésőbb 1541-ben hagyták csak el végleg. Másfél évszázaddal később a domonkos apácák jogutódjai, a pozsonyi klarisszák birtokolták a szigetet, de a romos középkori épületeket nem újították fel, így nem is költöztek vissza. A sziget így újra visszavadult eredeti, természetes állapotába és csak kaszálóként használták.

### Jelentős események a szigeten
A Margit-sziget több jelentős esemény színhelye is volt, tudni, hogy IV. Béla sokat tartózkodott a szigeten, és 1266-ban itt kötött békét az ellene fellázadt V. István ifjabb királlyal, és itt halt meg 1270-ben. Margit egy évvel később, 1271-ben a kolostorban halt meg, V. István pedig újabb 1 év múlva, 1272-ben szintén a Margit-szigeten fejezte be az életét. Margitot és Istvánt az apácák templomában temették el. Ugyanebben az évben itt gyilkolták meg Béla macsói herceget. IV. László pedig az apácakolostorba záratta be feleségét, Anjou Erzsébetet. 1288-ban pedig megtámadta a kolostort, hogy "elrabolja" onnan a nővérét, Erzsébetet, aki valójában egy új házasság miatt akarta elhagyni a zárdát.

### Középkori épületek a szigeten
- A premontrei templom a királyi udvarhelyen kívül az első épület, melyről már a források is beszélnek. Első említése akkor történik, amikor IV. Béla 1245-ben és 1249-ben kelt okleveleiben megerősíti apja 1225-ös adománylevelét, amelyben arról írnak, hogy a szigetet még az őseik adományozták a premontreieknek.[5] Így valószínűsíthető, hogy a templom már a 12. század végén is létezhetett. A templom eredeti helyét az 1920-as években tárták fel, azelőtt a ferences templomot vélték a premontrei templom maradványának.[5]
- A királyi udvarhely helye a 20. század végéig ismeretlen volt, amikor az apácakolostor templomától északra megtalálták egy olyan épületnek a nyomát, ami valószínűleg azonosítható ezzel az épülettel.[5] Ezt az udvarhelyet IV. Béla bővítette ki a 13. század derekán.
- A domonkos apácák kolostora és temploma a sziget legnagyobb és legfontosabb épületcsoportja.[5] Ezt szintén IV. Béla építtette lánya, Margit hercegnő részére a tatárjárás után, a 13. század közepén.[5] A később szentté avatott Margit 1251-ben vagy 1252-ben költözött be és itt élt haláláig.[5] A király az egész szigetet a kolostor tulajdonába adta, kivéve azt a területet, amit a premontreiek birtokoltak. valamint számos kiváltságot és jövedelemforrást adott nekik, például a pesti rév és vám hasznát. Emiatt állandó viszályok és perek támadtak a kolostor és szomszédaik között, aminek köszönhetően a kolostorról sok írásos forrás maradt fent.[6]
- A ferences kolostor legkésőbb a domonkos kolostor alapítása utáni években épülhetett, 1278-ban már biztosan állt.[6]
- A johannita vár és a érseki vár annak a védelmi rendszernek a része lehetett, amit IV. Béla a tatárok ellen kívánt kiépíteni.[1] A johanniták négy saroktornyos vára a sziget déli csúcsánál állt, az esztergomi érsek vára pedig az északi csúcsnál. Forrásokban ritkán említik őket, de valószínűsíthető, hogy legkésőbb a domonkos kolostor építése utána első években vagy évtizedekben épülhettek, és 1278-ban már álltak, mert ekkor említette meg őket IV. László egy oklevélben, melyben a területüket kivette az apácák fennhatósága alól.[6]
- Valószínűsíthető, hogy a szigeten volt egy jobbágyfalu is, mivel a kolostornak szüksége lehetett őt ellátó emberekre, nyomait azonban nem találják. Több forrás is említi a falut, például egy 1294-ben kelt oklevél, melyben a premontreiek visszavonják a szigeti apácák és „ugyanezen a szigeten lévő egész falujuk, s annak bírája és esküdtjei ellen” korábban beadott keresetüket.[6] A falu plébániajogait a premontrei kolostor gyakorolta. 1467-ben és 6 évvel később is felsorolják a falu jobbágyait, akik között több iparos is szerepelt.[1] A falu, hasonlóan a sziget többi épületéhez, a török korban pusztult el.[1]

### A Margit-legenda
A Margit-sziget hírét Szent Margit legendája alapozta meg. Miután már életében sok csodás történet keringett Margit, IV. Béla lánya, jámbor, önzetlen és önsanyargató életéről, 1270-ben bekövetkezett halála után nem sokkal, 1276-ban elkezdték a szentté avatásához szükséges vizsgálatokat és a tanúk kihallgatását. Ezek alapján állították össze a Margit-legendát a 13. században, aminek magyar nyelvű szövege Ráskai Lea másoló apáca jóvoltából maradt meg, aki szintén a Margit-szigeti kolostorban élt a 16. század elején. Margitot már a 15. században a boldogok közé sorolták, de szentté avatására csak 1943-ban került sor. Ennek ellenére a sziget neveként már a 17. századtól előfordult a Szent Margit szigete elnevezés.

## 17-18. század

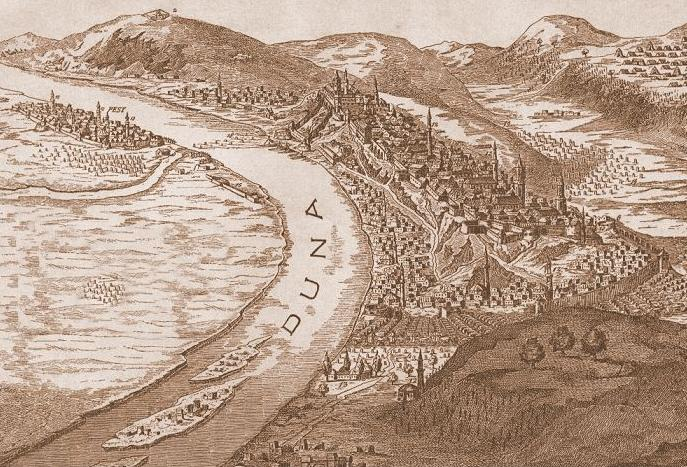
A Margit-sziget 1686 körül

A szerzetesek és a sziget egyéb lakói legkésőbb Buda török kézre jutásakor elmenekültek, tehát a Margit-sziget az 1500-as évek közepén elnéptelenedett. A következő másfél évszázadban az épületek romlásnak indultak, a karbantartás hiánya miatt. Egyes források szerint ez idő alatt a törökök a budai pasa lovait legeltették itt és „rossz lányokat” tartottak a szigeten. Buda visszavételére több ostromot is vívtak 1542-ben, 1598-ban, 1602-1603-ban, és mindegyik nagy pusztítást okozott a szigeten. Az ekkor készült látképek romos épületcsoportokat mutatnak. Amikor Budát 1686-ban a keresztény seregek végleg visszahódították, ezek a romos épületek még alkalmasak voltak arra, hogy a tetejüket befedve katonai raktárt vagy szükségkórházat alakítsanak ki bennük.
1708-ban vita alakult ki a sziget tulajdonjoga körül a domonkos apácák jogutódja, a klarisszák és Pest városa között. 1727-ben a következőket jelentették Pozsonyba a Helytartótanácsnak:
„A Nyulak szigetét jelenleg a budai Klára apácák bírják, egészen néptelen, nem is igen lakható; a Duna közepén hosszában 918 ölre [1 öl=1,896m], közepett 148, két csúcsa felől pedig 37 ölnél nem szélesebb. Hat helyen különféle épületromok látszanak. Kettőből kitűnik, hogy templomok voltak; egynek falai nagyrészt most is állnak, a másik omladékaiból ismerhető meg. Három düledék körül jókora téren négyszögletű falkerítés maradványai láthatók, hajdan kertek lehettek, egynek közepén az elrombolt kút szemlélhető. Egyébiránt miféle épületek lehettek e romok, azt a falak maradványaiból meghatározni nem lehet. Az sem tudatik, kik voltak hajdan e sziget lakosai.”
1739-ben az esztergomi érsek engedélyével kis kápolnát emeltek a ferences templom romjai mellett, melyben havonta egyszer misét is tartottak. A következő század közepén a nádori főkertész emlékei szerint a „a nép sok időn keresztül búcsúra járt” ehhez a kis kápolnához, amit valószínűleg az 1838-as árvíz mosott el.
Az apácarendet II. József feloszlatta, és a sziget a Vallás- és Közoktatási Alap részeként 1782-ben haszonbéres kaszálóvá vált, ahol budai és óbudai lakosok dolgoztak. A középkori romokból kinyerhető köveket valószínűleg építkezéseken használták fel.

## 19. század

### A tulajdonosok

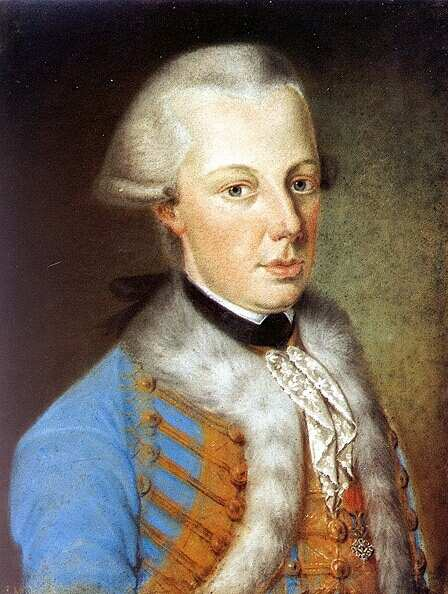
Sándor Lipót nádor

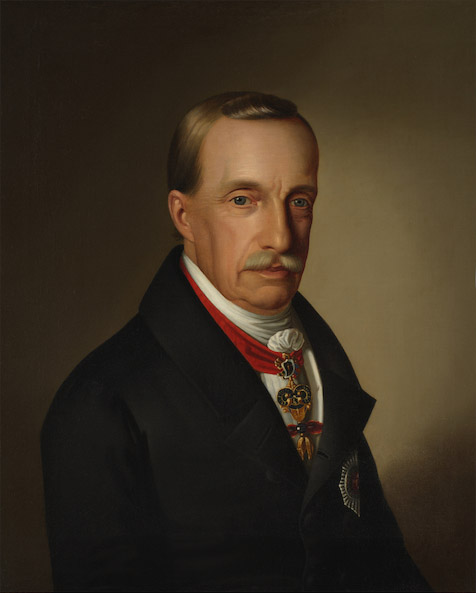
József nádor

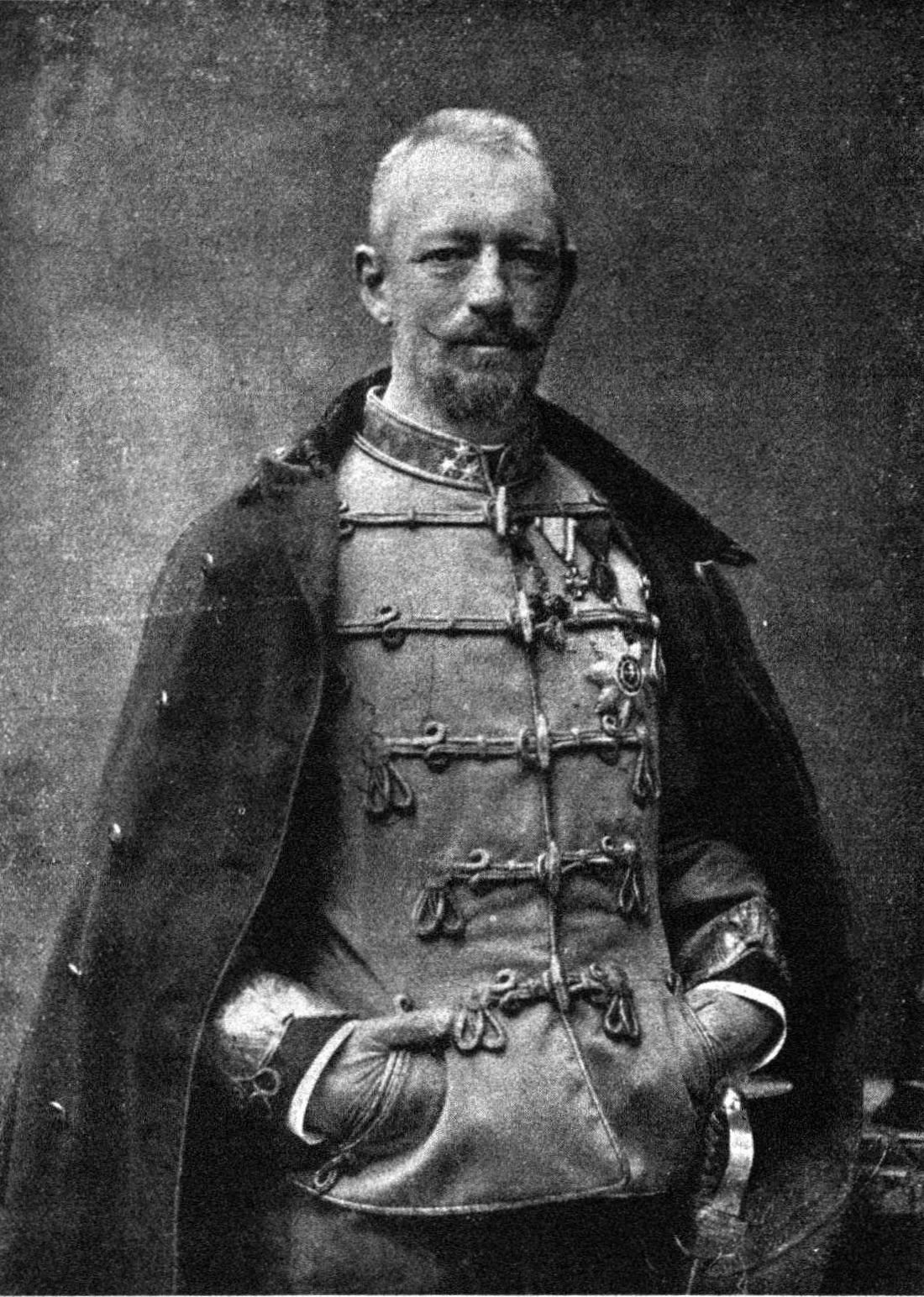
József főherceg

A pozsonyi országgyűlés után, 1790-ben Sándor Lipót nádor kapta meg a sziget használati jogát évi 500 forint bér ellenében, amit a Vallás- és Közoktatási Alapnak kellett fizetnie, és nyári pihenőhelyet alakított ki rajta. A nagyobb szabású, tervbe vett átépítésnek azonban gátat vetett korai halála, utódja, József nádor 1799-ben birtokcserével már tulajdonjogot szerzett a sziget fölött (a Bihar-megyében lévő püspökladányi uradalmat cserélte el a piliscsabai uradalomra, aminek a részét képezte a Margit-sziget). A sziget előbb 1808. október 2-án, majd 1810. március 2-án jutott teljesen a nádor tulajdonába.
Ekkor lett a sziget új neve Nádor (más néven Palatinus)-sziget. A nádor halála után, 1847-től legidősebb fia, István nádor, majd a legkisebb fia, József Károly Lajos főherceg tulajdonában volt a sziget.

#### József nádor alatt: 1799–1847
Sándor Lipót nádorrá választása után kapta meg a szigetet a királytól üdülőhelyéül, és rögtön el is határozta, hogy rendbe hozza. 1792 őszén a Magyar Hírmondóban tudósítás jelent meg arról, hogy a „Nádor-Ispány ő Fő Hertzegsége rajta van tellyes igyekezettel, hogy az úgy nevezett Sz. Margit vagy más névvel Nyúl-szigetéből egy kies mulató helyet formálhasson. Derekasan készülnek ugyanis benne az ő Fő Hertzegsége költségén a szép épületek és kertek; mellyek által visszanyeri ezen hely némineműképpen előbbeni fényességét.” A nádor azonban már 1795-ben meghalt, ezért ezek a tervek nem valósulhattak meg.
Utóda József Antal főherceg, azaz József nádor lett, 1799-ben. Nyaralót épített a szigeten, mely a ferencesek romos templomának északi oldalához támaszkodott. Az épület egyemeletes volt, klasszicista stílusban épült. Valószínű, hogy már a villaépítés előtt zajlottak erdőirtó munkák a szigeten, amiket az előző nádor alkalmazásában álló Tost Károly főkertész vezetett, aki tanulmányait Schönbrunnban végezte és jól ismerte a korabeli kertészeti irányzatokat. Az ő tervei alapján kezdték meg a sziget angolkertté alakítását, habár Rapaics Raymund szerint nem Tost, hanem Bernhard Petri volt a tervek megalkotója.
Tost díszfákat, köztük sok platánt ültetett a szigeten, ugyanakkor a régi, őshonos állományt is kímélve alakított ki utakat, csoportokat, amikről a Kalendar von Ofen und Pest című kiadvány szerzője is elismeréssel írt: „virágos és lombos utak, pikáns elrendezések és vue-k egyesülnek itt, hogy a vándor elragadtatását lenyűgözzék”. A nádor csak a nyaralója közvetlen környékét rendezte, itt virágágyások nyíltak és kis sétautakat is nyitottak, de a sziget nagyobb része még eredeti, természetes állapotát mutatta. A sziget felső részén mezőgazdasági művelés folyt, francia és spanyol szőlőtőkéket ültettek, gyümölcsös volt kialakítva. A kertész lakása a johannita vár helyén épült fel, ugyanitt majorság is létesült, ahol a tehenészetben tejet, vajat és kenyeret árusítottak a szigetre látogató kirándulóknak. A nádor rózsakertet is létrehozott.
A sziget látogatói (akik kutyát nem hozhattak magukkal) csónakkal érkeztek a nádori nyaraló elé, és innen a domonkos-kolostorig tudtak eljutni, mivel onnan már erdő állta útjukat a sziget felső végéig. A Kertészeti Lapok 1894-ben így számolt be ezekről a kirándulásokról: „Árnyékos hely, puha pázsit kínálkozott mindenfelé; minek is fáradtak volna tovább? Andalogni, rigófüttyöt hallgatni ment oda az ember maga, vagy az ideálja családjával. Hosszabb kirándulás czélja mindig a nagy templom romja volt. Igen vad hely, körülvéve sűrű bozóttal. A gyümölcsfákra felfutott a szőlő és a loncz; a repkény pedig alig engedett túljutni a romokon. Tavasszal ibolyát, gyöngyvirágot, egész nyáron pedig vadvirágot lehetett szedni a szigeten.” Több ünnepséget is tartottak a szigeten, így 1800. május 2-án a nádor felesége, Alexandra Pavlovna névnapi ünnepségét, majd ezután szokássá vált, hogy július 13-án, a Margit-nap hetében majálist szervezzenek. Egy 1809-ben megjelent útikönyv már varázsszigetként írta le a Margit-szigetet.
A nádor azonban hirtelen megtiltotta a sziget látogatását, csak előkelő vendégek léphettek ezután a szigetre. 1814-ben ünnepséget szerveztek a Szent Szövetség uralkodói, az osztrák császár, a porosz király és az orosz cár számára, a rendezvények között szüret is szerepelt.
Az 1838-as árvíz nagy károkat okozott a szigeten, így utána szinte újra kellett kezdeni minden kertészeti munkát. A sziget kedvező éghajlati tulajdonságai miatt azonban az árvíz utáni telepítések szokatlan gyorsan fejlődtek.
Sportversenyeket is tartottak a szigeten, így 1822-ben katonák úszógyakorlatát tartották meg a sziget és a pesti part között. Széchenyi István, aki maga is szívesen járt a szigetre, szervezője is volt az evezős versenyeknek, amik közül az elsőt 1843. március 19-én tartották meg. A Honderűben Petrichevich-Horváth Lázár tudósított róla: „Igen érdekes látványt nyújtott egy fogadás következtében [...] a csólnakverseny. A versenyzők voltak Béla (angol yacht), Carolina (szinte az) és egy velencei módra készült gondola. Az elsőben ült Clark úr (a hídépítő), evezett négy idevaló munkás, másodikban ült Barry úr (angol) s evezője négy angol vala, a harmadikban pedig négy olasz katona (kik csónakászok voltak). Első nyertes Béla (angol yacht), a második pedig Carolina lőn. Sebességük valóban bámulandó vala!”
József nádor halála és az 1848–49-es forradalom és szabadságharc után a sziget gondatlan bérlők kezére került kb. 20 évre, mivel az új tulajdonost, István nádort száműzték így ő nem tudott érdemben foglalkozni a szigettel. 

#### József főherceg: 1867–1904
A száműzött István nádortól 1867-ben, a kiegyezés évében került József főherceg birtokába a Margit-sziget. A főherceg sokat tett azért, hogy a sziget ismét újjászülessen, hiszen nem csak az átalakítást, de a modernizálást is célul tűzte ki. Ebben az időben kezdték el hasznosítani a sziget gyógyvizét és épültek a szállók, fürdők, egyre népesebb vendégseregletet vonzva a szigetre.

##### A gyógyvizek hasznosítása

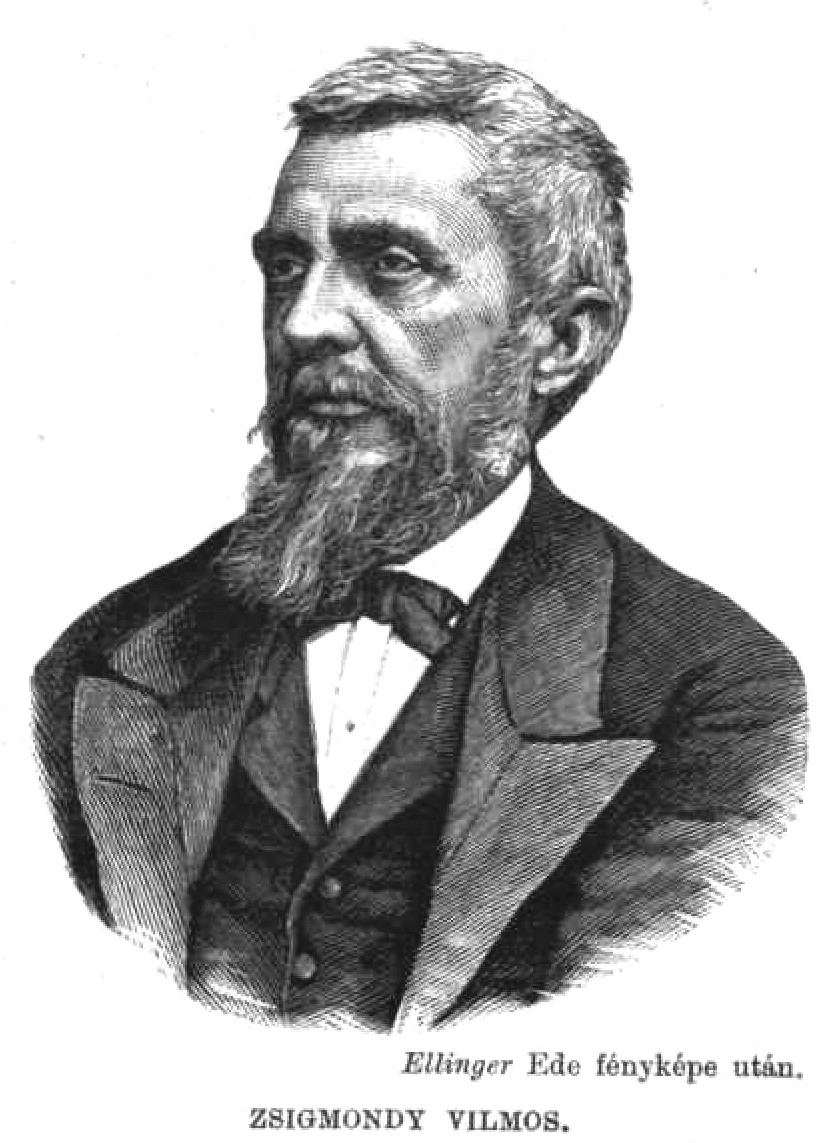
Zsigmondy Vilmos geológus, a hőforrások megtalálója

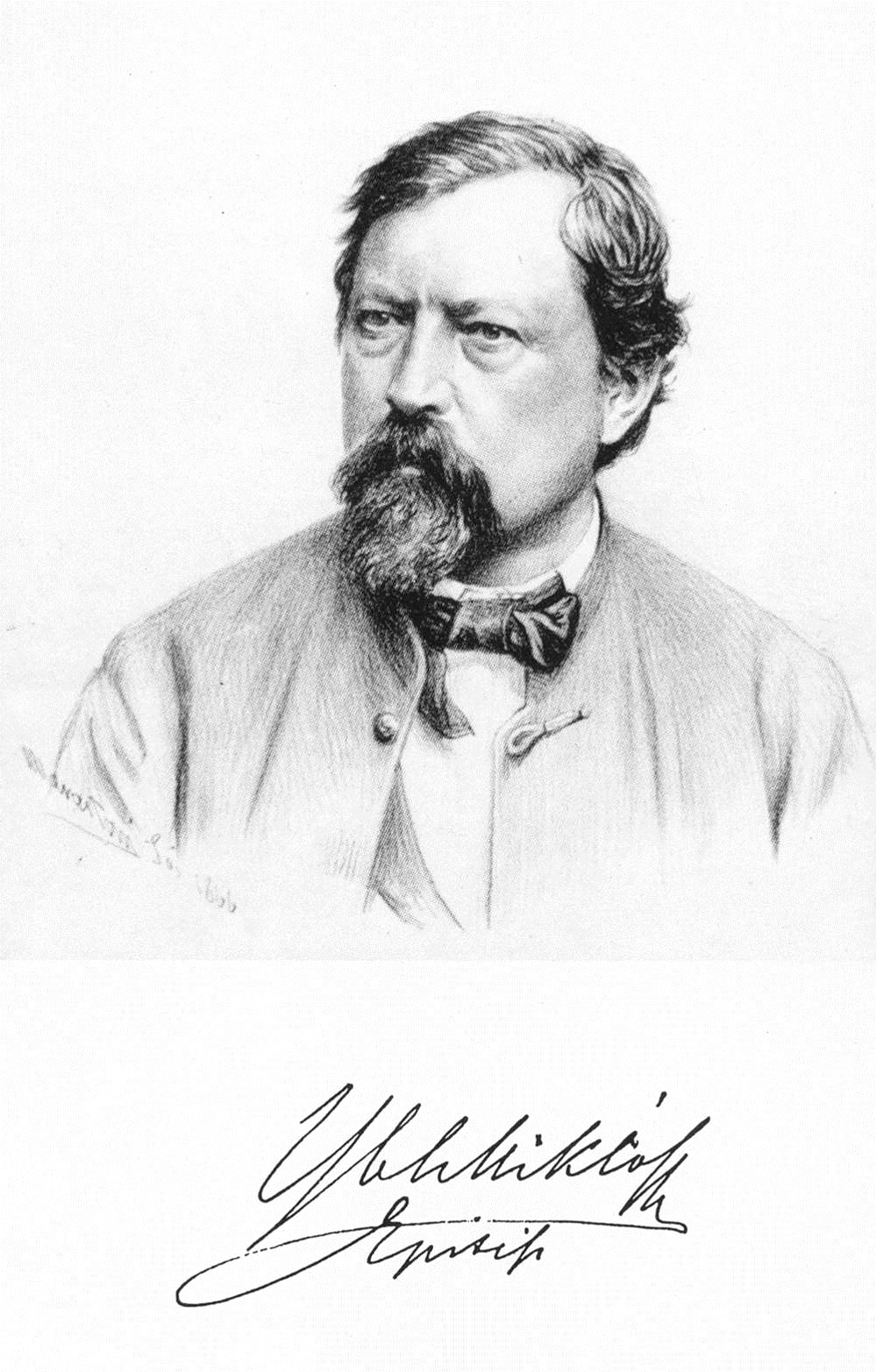
Ybl Miklós, a sziget fürdőkomplexumának tervezője

A Margit fürdő az 1890-es években

József főherceg már 1866-ban megbízta Zsigmondy Vilmos geológust, hogy végezzen fúrásokat a sziget északnyugati partjainál. Itt a sekély vízben már régóta észrevették a melegvízű forrásokat. A mélyfúrások 1866 decemberében kezdődtek és 1867 tavaszára hoztak eredményt. 118,5 méter mélységből 43,8 °C-os gyógyvíz tört fel. A mintákat Than Károly elemezte, és megállapította, hogy a víz alkalmas köszvény, ízületi betegségek, csontbántalmak, zsábák, női betegségek, görvélykór és egyéb bajok gyógyítására. A fúrások és az utánuk következő fürdőépítési munkálatok nagy felháborodást keltettek a város lakosaiban, mivel a főherceg a szigeti fák jórészét kivágatta. A főherceg ugyanis megbízta Ybl Miklóst, hogy az egész szigetre kiterjedő fürdőtelepet tervezzen, és ezzel párhuzamosan nagy parkátalakítási munkákat is kezdtek.
Ybl neoreneszánsz stílusban tervezte meg a fürdőépületet, a szállodákat, ivócsarnokot, villákat, vendéglőket és a kiszolgáló épületeket: gépházat, mosodát, melyeket mind a feltárt gyógyforrás közelébe helyezett. Az építkezés már 1868-ban zajlott, ekkor állították üzembe a lóvasutat is. A fürdőtelepet ünnepség keretében nyitották meg 1869 pünkösdjén. Eddigre csaknem készen volt a Margit fürdő, és már állt az alsószigeti vendéglő és a forrásház, és épültek a szállodák, villák és a kiszolgáló épületek is.
József főherceg a hivatalos megnyitó előtt pár száz válogatott vendégnek megmutatta a parkot, akik a Vasárnapi Újság tudósítása szerint „...nem tudták, mit bámuljanak inkább; az épülő nagyvendéglőt, az Ybl mester tervezte nagyszerű klasszikusan szép fürdőházát, avagy a kertész (Magyar György) művészetét, a 4-5 öles fák ültetésében. Ezek törzse ugyanis famohával berakott burkolatba van rejtve, melyet naponta több ízben megnedvesítenek; három-négy oldalról sodronnyal védik az ilyen ültetvényeket a szél ellen. A modern fejlődés e különböző megnyilvánulásai utána József nádor egyszerű lakához s az e mellett álló történelmi platánhoz ment a társaság.”
A fürdőtelep vezetősége még ugyanebben az évben reklámfüzetet adott ki Bécsben (Der kurzweilige Cicerone auf der Margarethen-Insel), ebben leírták, hogy a szigetet már most is szívesen látogatja a disztingvált közönség, és nem csak a források, hanem szép fekvése miatt is, mivel a sziget távol van a város nyüzsgésétől, nincs por, szél, csak nyugalom és árnyékos sétahelyek, és az árak is alacsonyak, a hajóút oda-vissza 10 krajcár, a lóvasút 5, egy korsó gyógyvíz 25 krajcár, a fagylalt ugyancsak ennyibe kerül, a kávéért pedig 15 krajcárt kell fizetni.
Egyéb programokkal is szórakoztatták a közönséget, az alsószigeten kedden, csütörtökön, szombaton és vasárnap katonazenekar adott koncertet. Ybl tervei szerint a sziget alsó részén hasonló fürdők és hotelek épültek volna, de a terv nem valósult meg.

##### A sziget területének növelése
1873-ban Pest Buda és Óbuda egyesítésével a Margit-sziget is a főváros része lett (korábban Pest vármegye része volt), ami elősegítette a további fejlődését. Az 1872–1875 közötti időszakot nem csak az új Margit híd előkészületi munkálatai jellemezték, hanem az is, hogy a Margit-sziget két végén lévő Fürdő- illetve Festő-szigetet részben elkotorták, részben feltöltéssel a főszigethez csatolták. Ezekben a munkákban a főherceg is kivette részét, jelentős költséget vállalva, mivel cserébe a Festő-szigetért, 25000 forintot adományozott jótékony célokra.
1876-ban újabb árvíz öntötte el a szigetet, ismét jelentős károkat okozva a növényzetben, ezért a feltöltést megsürgették. Az 1875-1879 között a sziget csúcsain épült árvízvédelmi osztóművek között 1913-1925 között mindkét oldalon kiépítették a sziget végleges méretéhez illeszkedő rézsűs partfalakat. A vízügyi szempontból hullámtérbe sorolt szigetet két oldalról megerősített nyári gátak védik, a nagyobb árvizek alkalmanként elöntik. A védművek eredetileg 102,5 méteres tengerszint feletti magasságát feltöltéssel 104,85 méterre emelték.

### A sziget megközelítése
A Margit-szigetet egészen 1900-ig, a Margit híd szigetre vezető szárnyhídjának megépültéig csak vízen lehetett megközelíteni. A 19. század közepéig evezős csónakon lehetett átkelni, Pest felől a vizafogónál lévő kikötőből, Budáról pedig az Újlak utca 372. számú házánál elhelyezett harang megkongatásával lehetett hívni a révészt. 1869-től gőzhajó járt a szigetre, a kis hajókat Fecskének, Hattyúnak, Sólyomnak hívták. Tavasztól késő őszig reggeltől estig félóránként, a téli időszakban ennél ritkábban jártak.

### Vendégek, látogatók

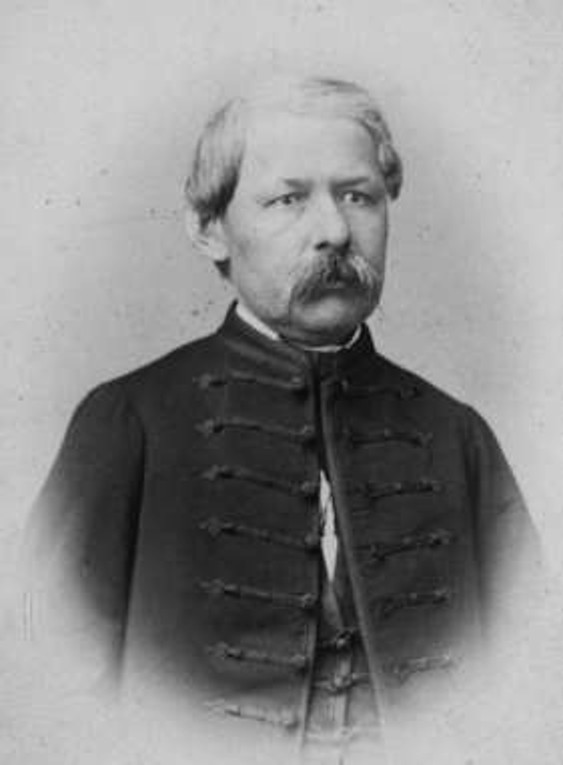
Arany János, a Margit-sziget leghíresebb lakója

Mivel a sziget igen hamar népszerű lett nem csak mint fürdő-, de mint nyaralóhely is, ezért sokan laktak hosszabb időn keresztül a szigeti szállodákban, de rengetegen látogatták meg csak egy napra vagy estére, ivókúra, vacsorázás, sétálás, katonazene-hallgatás, fürdés céljából. Rendeztek bálokat, politikai gyűléseket, egyesületi rendezvényeket is. A vendégek mind a korabeli dzsentrik és arisztokraták, művészek, tudósok és egyéb jómódú polgárok közül kerültek ki. Neves személyek is megfordultak a szigeten, többek között Bánffy Dezső, Wekerle Sándor, Kamermayer Károly polgármester, Trefort Ágoston kultuszminiszter, Korányi Sándor orvosprofesszor, Ráth Mór, a Coburg hercegi pár, a Teleki-, Semsey-, Pejacsevich-, Jeszenszky-, Vay-, Mednyánszky családok tagjai. A korabeli lapok szívesen közöltek tudósításokat a szigeten folyó élénk társasági életről.
A Margit-szigeten írók, művészek is gyakran megfordultak. A legismertebb szigeti lakos Arany János volt, aki élete utolsó nyarait mind itt töltötte, és számos alkotása is a szigeten született, például a Toldi szerelme. Aranynak a felsőszigeti vendéglőben volt törzsasztala, ahol megfordult Pulszky Ferenc, Szilágyi Sándor. Rajtuk kívül Jászai Mari, Csillag Teréz, Lotz Károly, Tőry Emil, Ábrányi Károly is járt, vagy lakott a szigeten, és 1863-ban Richard Wagner is részt vett a majálison.
Az 1880-90-es években az arisztokraták helyét egyre inkább a jómódú polgárság vette át, egy lap 1885-ben azt írta, hogy „régebben a főváros színe-java, a legelőkelőbb társaság minden héten háromszor-négyszer tömegesen járt ki a szigetre... A Margitsziget jelenleg polgári családokat lát vendégül nagyobb számban. Mindamellett distinguált hely marad ez mindenkor.”, egy másik lap szerint pedig a pénzarisztokrácia térfoglalása ellen minden berzenkedés hiába való. A Margit-szigetet külföldiek is előszeretettel keresték fel, főleg a gyógyvíz miatt.

## 20. század

### A II. világháború előtt

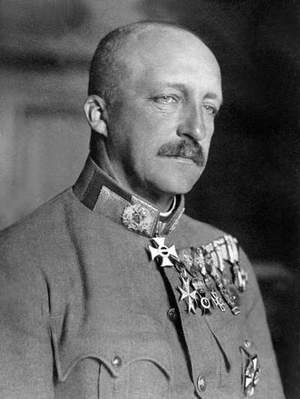
Habsburg József magyar kormányzó, a Margit-sziget utolsó tulajdonosa, mielőtt a Fővárosi Közmunkák Tanácsa megvásárolta a szigetet

A második világháború előtt a sziget fénykorát élte. A század legelején megépült a szigetre vezető szárnyhíd, ami miatt az odalátogatók száma drasztikusan megnőtt annak ellenére, hogy a szigetre belépődíjat kellett fizetni. Élénk volt a fürdő forgalma, akárcsak a vendéglőké. A nagy forgalmat elősegítette a millenniumi ünnepségek alatti és utáni népszerűsége a szigetnek.

#### A szárnyhíd
A sziget történetében jelentős fordulópont volt az 1900-as év, mert ezév augusztus 20-ától már gyalog is meg lehetett közelíteni, mivel megépült a már 24 évvel korábban elkészült Margit hídról levezető szárnyhíd.
Hogy addig nem épült ilyen levezető híd, annak az volt az oka, hogy a Budai- (Kis-) sziget Buda város tulajdonában volt, és csak ekkor került ajándékozás révén József főherceg birtokába, aki feltöltéssel hozzácsatoltatta a főszigethez. 1899 nyarán kezdték meg a szárnyhíd megépítését, melyre a magyar állam és a főherceg szerződést is kötött. Az építkezés 680 000 koronába került, ebből 400 000 koronát a főherceg fizetett. A két sziget közötti feltöltés mintegy 25 holddal növelte meg a Margit-sziget területét.

#### Tulajdonosváltás
Benedek Elek már 1894-ben javasolta a Fővárosi Lapokban megjelent írásában, hogy vegyék meg a szigetet a főhercegtől, mert így nem csak a jómódúak, de mindenki előtt nyitva állhatna.
1905-től József Károly fia, József Ágost főherceg, kormányzó volt a tulajdonos, akitől a Fővárosi Közmunkák Tanácsa (FKT) vásárolta meg a szigetet az 1908. évi XLVIII. törvény értelmében, 11 millió koronáért, és közkertté nyilvánították. A Margit-szigetet ekkor először a III. kerülethez, majd a XIII-hoz csatolták. A Tanácsköztársaság idején megnyitották a nagyközönség számára, ekkor lehetett először ingyen kilátogatni a szigetre. 1913. január 1-től a Szent Margitsziget Gyógyfürdő Rt. 60 évre bérbe vette a szigetet.

#### A két világháború között
1927-ben az FKT házi kezelésbe vette a szigetet, mert úgy látták, fejlesztése csak így megoldható. Befejezték a sziget feltöltését, 50 katasztrális holdat parkosítottak, és 6 km hosszú sétautat építettek. Kiépítették a csatornahálózatot és a vízvezetékeket, és az óbudai oldalra kocsiutat építettek.
Az 1860-es években megindult lóvasút 1928-ig közlekedett. A forgalmát átvevő 26-os autóbuszjárat kisebb megszakításokkal 1932 óta szeli át a mai Schulek Frigyes sétányon át, észak-déli irányban a szigetet.
A sziget északi részén 1939–1940 között, az Árpád híd építésével egyidőben, meghosszabbították a szigetcsúcsot.

##### Sportélet a szigeten
Már a 19. század végétől, de főleg az 1920-as évektől élénk sportélet zajlott a szigeten, egyaránt kedvelt helye lett az evezősöknek, teniszezőknek, úszóknak és lovaspólózóknak. A Neptun Evezősegylet csónakháza még a Festő-szigeten épült meg 1884-ben. 1928-ban megnyitották a lovaspólópályát.
A sziget sportlétesítményei főleg a nyugati oldalon, a feltöltéssel létrejött sávban épültek meg,  de a keleti oldalon, a Duna-parton is álltak csónakházak, például 1902-től a Nemzeti Hajós Egylet háza. Szükség is volt rájuk, hiszen már az 1890-es évek óta rendeztek evezősversenyeket. 1911-ben épült meg a Hungária Evezős Egylet csónak- és klubháza. A Hungária „elit” egyesület volt, tagja között szerepelt többek között Bethlen István, Gömbös Gyula, Klebelsberg Kunó, Huszka Jenő és sokan mások. 1936-ban épült fel a Sirály Evezős Egylet csónakháza, ezt Ligeti Pál és Révész György tervezte. A következő évben pedig Hübner Tibor tervezte meg a Pannonia Evezős Egylet klubházát. Ez a háborúban elpusztult és nem építették újjá. Ekkora már a két legrégibb csónakház is korszerűtlenné vált, így a Hungária és Nemzeti Hajósegylet klubházait is újjáépítették 1936-ban Münnich Aladár illetve Kertész K. Róbert tervei alapján.
Legkésőbb, 1941-ben az Országos Tiszti Kaszinó Tudományos és Kaszinó Egyesületének nyári klubháza épült meg, Czakó László tervei alapján. Ez az 1990-es években is 1960-as évekbeli bútorzattal volt berendezve, és akkor mint a Magyar Honvédség Művelődési Háza és Vendégháza üzemelt.
A nyugati oldalon a szárnyhíd felől érkezve baloldalt a Margitszigeti Atlétikai Centrum áll. A 20. század elején ennek helyén a Magyar Athletikai Club (MAC) épületei álltak. Ezek között klubépület, atlétikai pálya és több teniszpálya szerepelt, tribünökkel. A MAC-nak, – ami a kor legelőkelőbb sportklubjának számított – már korábban voltak teniszpályái és csónakháza a szigeten és 1892 óta evezősversenyeket is tartottak. A MAC 20. század elejei klubházát 1901-ben tervezte meg Korb és Griel. A klubház fachwerk-stílusban épült épület volt, kilátótoronnyal. Ezeket az épületeket azonban mintegy 30 évvel később le kellett bontani, mert életveszélyessé váltak.
Ezután az egyesület a pályáitól északra álló szecessziós épületbe költözött, amit 1912-ben a szigetet üzemeltető részvénytársaság igazgatósága részére építettek, majd a Spolarich-féle vendéglő működött benne. Azonban ez az épület is elpusztult a háborúban. Az új tribünöket 1941-ben Hübner Tibor építette meg, de a háború miatt új klubház már nem épült, és a meglévő épületek is súlyosan megrongálódtak. Az újjáépítés után az Úttörőstadion működött itt.
A Palatinus Strandtól északra is létesültek teniszpályák, 1928-ban készült el a Center Court, egy tribünökkel körülvett versenypálya, ahol magyar bajnokság mellett nemzetközi versenyeket is szerveztek.
1929-ben írtak ki tervpályázatot az első magyar fedett versenyuszodára, amit Hajós Alfréd olimpikon építész nyert meg, és az uszoda 1930 végére el is készült.   1937-ben Csonka Ferenc tervei alapján északi irányban több medencés nyitott uszodával bővítették, a sportlétesítményt 1950-ben újjá kellett építeni a háborús károk miatt; 1975 óta Hajós nevét viseli. Építése idején heves vitákat váltott ki, hogy miért a szigeten építik fel, mivel több sportág képviselői– köztük a lovaspólósok – féltek attól, hogy az uszoda az ő rovásukra fog terjeszkedni.
1922-ben agyaggalamb-lövő pályát hoztak létre a sziget északi csúcsán, de az Árpád híd építésének idején, még a második világháború előtt, fel is számolták.
A termálszálló és a nagyszálló által közrefogott, tőlük dél-délnyugatra lévő nagy füves terület ma Nagyrét néven ismert. 1945 előtt 9 lyukú golfpálya üzemelt itt.

##### Egyéb épületek

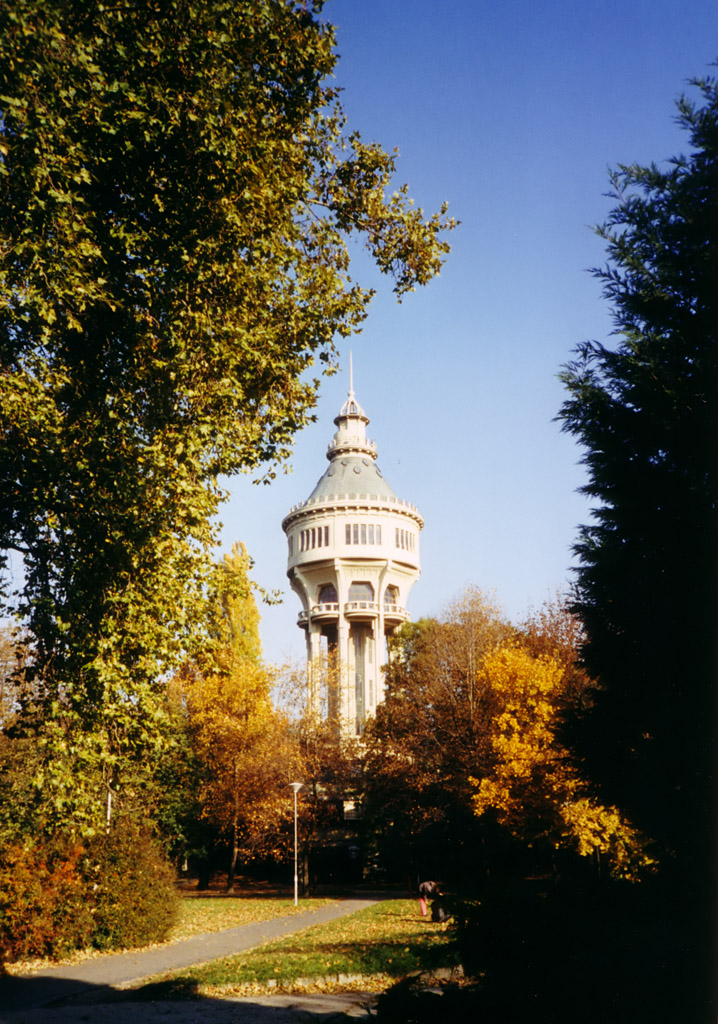
A Víztorony ősszel

A Margit-szigeten a 20. században is készültek olyan új épületek, amiket nem a sportélet számára készítettek, így 1911-ben a Víztorony, Zielinski Szilárd alkotása.
Nem a Palatinus Strandfürdő (népszerű nevén A Pala volt az első strand a szigeten, a helyén állt az 1921-ben megnyitott első margitszigeti strand. Ez a strand három nagy medencéből állt, óriási gyepes napozóterülete és tornyos öltözőépülete volt. Korabeli szaklap szerint „az építőanyagok természetes romlása és a vetkező hodályok célszerűtlen és otromba volta” miatt 1936-ban tervpályázatot írtak ki egy korszerűbb fürdő megépítésére. 37 pályamű érkezett, köztük a díjnyertes páros, Masirevich György és Janáky István  tervét. Az új fürdő 1937-re készült el, 10 000 ember befogadására méretezve, új medencékkel.
1936-ban állították fel a marosvásárhelyi zenélő kút másolatát. Az eredeti kút 1820 és 1911 között állt Marosvásárhelyen. A szigeti másolata a világháborúban megrongálódott, és csak 1954-ben állították helyre.
Szintén 1936-ban létesült az akkori Margit-fürdő melletti Japánkert. Helyén már 1870-ben mesterséges vízesés állt, mely akkor közvetlenül a Dunába zubogott. A sziget feltöltésével a vízesés „eltávolodott” a parttól, így körülötte sziklakertet alakítottak ki. A vízesés kis tavacskájából keskeny patak vezet egy másik tóhoz.
A két világháború között a szórakozóhelyek és a szabadtéri színpad is megjelent a szigeten. Ez utóbbit 1937–38-ban építették meg, tervezője Kaffka Péter volt. A színpadon számos operettet, drámát és operát adtak már elő megnyitása óta. Építésekor 4500 bokrot, 20 000 tő virágot ültettek és 8000 m²-nyi gyeptéglát helyeztek el.
Az alsószigeti vendéglő Ybl Miklós tervei alapján készült, fedett és nyitott teraszai is voltak. Az épület az 1930-as évektől Casino néven működött és az idők folyamán számtalan átépítésen esett át. A vendéglőtől jobbkézre állt a kávéház, ami kissé stílusidegenül, svájcinak nevezett stílusban épült még az 1896-os ezredévi kiállítás idején, vadászati pavilonként. A Városligetből került a szigetre.
A Hajós Alfréd uszoda után, a főút baloldalán álló klinkertéglás épület az 1936-ban, Vidor Emil tervei alapján épült ásványvíz-palackozó üzem. Eredetileg a sziget felső részén állt, de ott az üzem már útjában volt a szállodai bővítéseknek. Ettől északnyugatra áll az Országos Földhitelintézet klubháza, ami 1938-ban készült el Padányi Gulyás Jenő tervei alapján. Ezen épület után a főúttól aszfaltos út ágazik el balra, a budai part felé. Itt működött egykor a Vörösmarty kertmozi, ma kisebb parkocska van a helyén. A mellékúton beljebb haladva látható az 1938-ban épült sportház a Lipótvárosi Casino számára. Deli és Faragó tervezte. Pár év múlva a Futura Áruforgalmi Rt. klubháza lett, ma pedig szigeti rendőrőrs és irodák működnek benne. Ettől az épülettől délre egy Heinrich Jenő tervezte épület áll, amit 1941-ben építettek a Pénzintézeti Központ számára sportháznak.

#### Eltűnt épületek
A második világháború előtt több olyan épülete is volt a szigetnek, amik vagy a többszörös átépítés, vagy az elavultság vagy a háborús károk miatt ma már nem léteznek. Ilyen volt rögtön a szárnyhíd és a virágkörönd utáni 7 méter széles fedett sétány, ami az alsószigeti vendéglőhöz és a kávéházhoz vezetett. A fedett sétány védett az eső ellen és egy 21 méter hosszú csarnokban végződött, az 1920-as években bontották le.
A japánkerti vízesés keleti falához Ybl által tervezett félkör alakú ivócsarnok is eltűnt, akárcsak az ettől északra-északkeletre lévő Flóra-villát, Kis villát, Kisszállót (más néven Dália szállót).A második világháború előtt több olyan épülete is volt a szigetnek, amik vagy a többszörös átépítés, vagy az elavultság vagy a háborús károk miatt ma már nem léteznek.
Szintén eltűntek a felső sziget keleti partja mentén épült szórakozóhelyek, mint a Parisien Grill, az Astoria-pavilon, a Magyar Csárda, a Margaréta szálló, a Piccadilly bár és egy üzletház. A helyükön ma park, a Thermal hotel keleti szárnya és autóparkoló van.

#### Idegenforgalom és neves vendégek

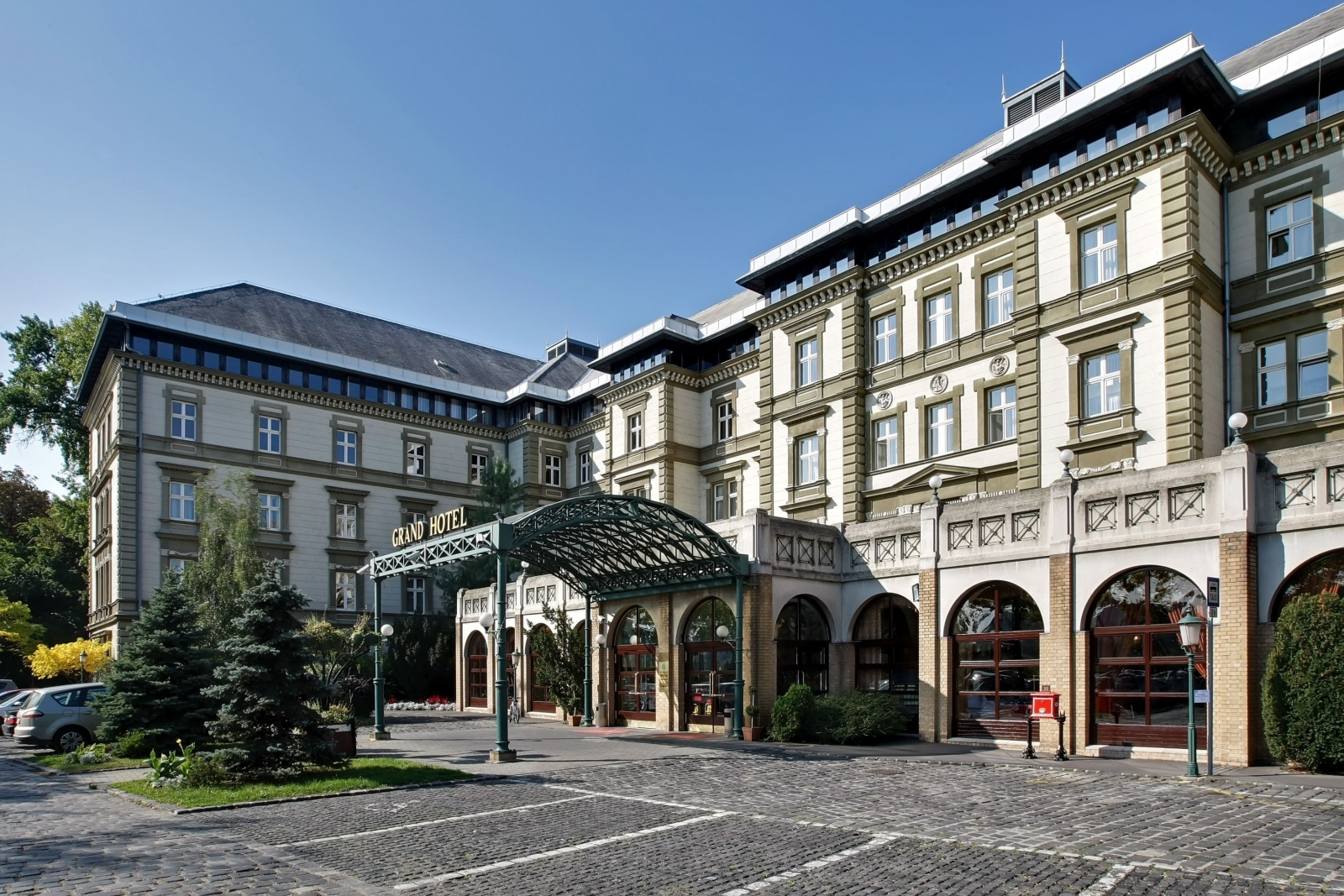
A Nagyszálló főbejárata

A sziget a 20. század első felében is megőrizte népszerűségét a művészek körében, törzsvendége volt többek között Krúdy Gyula, Bródy Sándor, Kárpáti Aurél, Szép Ernő, Molnár Ferenc, Márai Sándor.
A 20. század első évtizedében évente 1100-1200 ember hosszabb ideig lakott a szállodákban, a napi látogatók száma pedig kitette az évi 100 000 főt. Több neves étterem működött a szigeten: Spolarich, New York, Márkus vendéglő és a Casino.
A neves Nagyszálló mellett a volt főhercegi nyaralóban kialakított olcsó szállodában is sok híres vendég szállt meg, akár még télen is: Krúdy, Szép Ernő, Bródy Sándor. Ebben a nyaralóban jutott hely sportkluboknak, de itt működött a Polo Bár, a Flóris cukrászda, és 1938-ban ide helyezték át a tejivót is a víztorony mellől. A második világháború károkat okozott az épületben, amit aztán nem állítottak helyre.

### A szocializmus alatt

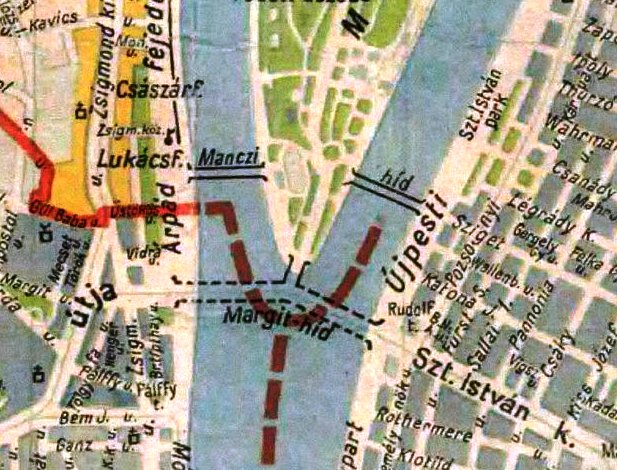
A Manci híd helyzete

A háború vége nagy változásokat hozott a sziget életében. 1945-ben eltörölték a belépőjegyet.
A háború nagy károkat okozott a szigeten, nem csak az épületekben, de a növényzetben is. Szinte minden épület károsodott és sok fa is kidőlt. A felrobbantott Margit híd helyett először 1945 tavaszán egy cölöphíd épült de ezt ősszel elbontották, a cölöpöket 1946 elején elvitte a jeges ár. A Lukács fürdőtől a szigeten át vezetett a mai Radnóti Miklós utcáig. Helyére egy pontonhíd került, amelyet az emberek a Margit beceneve nyomán Manci hídnak neveztek el. Ezt a hidat a Margit-híd újjáépülte után 1948-ban elbontották.
A romos épületek egy részét újjáépítették, más részüket lebontották, némelyek helyére új épületeket emeltek. A Margit fürdőt 1958-ban bontották le, helyén 1979-ben nyilt meg a modern Thermal Szálloda, mely ma (2022-ben) a Danubius hotellánc kezében van Thermal Margaret Island Ensana Health Spa Hotel néven. A hotel az 1867-ben feltárt termálvizet használja, valamint az 1943-ban fúrt kútból származó gyógyvizet.
Újjá kellett építeni a Margitszigeti Nagyszállót is, amely később több néven is üzemelt, jelenleg (2022) Grand Margaret Island Ensana Health Spa Hotelként működik. A Nagyszállóhoz még 1926-ban építettek szanatóriumi szárnyat a déli oldalon, a bejáratát pedig 1934-ben helyezték át a Duna felőli oldalra.
A sziget északi részén lévő zenélő kutat 1954-ben Pfannl Egon tervei alapján restauráltak. 1960-ban az egykori lovaspólópálya helyét parkosították és játszóterek létesültek.
1962-ben adták át a sziget déli végén álló szökőkutat, melyet esetenként színes fényekkel is megvilágítottak.
1972-ben, Buda, Óbuda és Pest egyesítésének 100. évfordulójára készült el a centenáriumi emlékmű, mely a szárnyhíd utáni legelső látnivaló a szigeten, egy virágkörönd közepén áll.
Még az 1950-es években újra megindult a kolostorromok körüli régészeti feltárás, ami számos, korábban földdel temetett részletét hozta felszínre a 13. századbeli épületegyüttesnek. Ekkoriban nyitották meg a Kisállatkertet, amelynek üzemeltetése, csak 2002-ban került a városligeti Fővárosi Állat- és Növénykerthez.
Az 1960-as években felmerült ötletként a kolostorromok környékén hozták létre a Művészsétányt, melyen magyar képzőművészek, építészek, irodalmárok, zeneszerzők és színészek szobrait állították fel. A legtöbb szobor az 1970-es években került a sétányra, 2022-ben már 39 mellszobor látható itt. Az idők folyamán több szobrot elloptak, ezek közül a legtöbbet rövid időn belül pótolták. A Művészsétány legrégibb darabja Arany János szobra, amelyet 50 évvel a Művészsétány tényleges kialakítása előtt, 1912-ben avattak fel.

### A rendszerváltás után
1997-ben ismét felújították az Zenélő kutat, tulajdonképpen azóta ad  újra zenét, illetve több nyelven hallgatható meg a kút története.
1999-ben az Atlétikai Centrumban tartották a az öttusa-világbajnokság versenyeinek egy részét.

## 21. század
2015-ben megújult a Japánkert. A sziget mai arculatát a 2014-2017 között elvégzett utolsó komolyabb felújítás során nyerte el, amelynek szükségességét a több évtizedes amortizáció ártalmai mellett legfőképpen a 2017-es úszó-világbajnokság megrendezése indokolta.

## A növényzet története
A sziget növényzetének legrégebbi tagjai azok a fák, amiket még József nádor alatt ültettek. A Nagyszálló terasza előtti három feketediófát kb. 200 éve ültették.
A kolostorromok és a kápolna között, a Művészsétányon látható „a természet műalkotása”, az 1823-ban ültetett, mára már óriásira nőtt, és a sziget látogatói körében igen népszerű platánfa. A fa külön táblával van megjelölve, mint „A Margitsziget botanikai érdekességei” nevű séta egyik állomása.